# Ledåberg

Ledåberg är en by i Lycksele kommun, Lappland, Sverige, belägen cirka sju kilometer nordväst om Vägsele och drygt en mil väster om Bratten. Byn är belägen strax väster om länsväg 365 som sträcker sig mellan Åsele och Glommersträsk.